# 서울 지하철 5호선 방화 사건
서울 지하철 5호선 방화 사건(-地下鐵五號線放火事件)은 2025년 5월 31일 오전 8시 43분경, 서울특별시 영등포구의 한 지하철역에서 열차에 탑승한 60대 남성 원 모씨가 여의나루역과 마포역 사이 터널 구간을 달리던 열차 안에서 인화성 물질을 뿌린 뒤 옷가지에 불을 붙여 발생한 방화 사건이다.
사건 직후, 경찰은 방화범 원 모씨를 현행범으로 체포했다. 방화범 원 씨는 이혼소송 결과에 불만을 품고 범행을 저질렀다고 진술했으며, 스스로 목숨을 끊을 의도는 없었던 것으로 파악되었다. 경찰은 원 씨의 진술을 바탕으로 추가 조사를 진행 중이며, 6월 1일 구속영장을 신청할 계획이다.
2025년 6월 2일  피의자 방화범 원 모씨가 구속심사에 출석했다.
서울남부지방법원은 '도망할 염려', '범죄의 중대성', '재범의 위험성'을 사유로 들어 구속영장을 발부했다.
2025년 6월 25일 서울남부지방검찰청은 피의자를 살인미수 및 현존전차방화치상 등의 혐의로 구속 기소했다.

## 같이 보기
- 대구 지하철 화재 참사
- 서울 지하철 3호선 방화 사건
- 서울 지하철 7호선 방화 사건